# Canyon Bicycles
Canyon Bicycles er en tysk cykelproducent, grundlagt i 2002. 
Canyon sponserer også professionelle cykelhold, som blandt andet Team Katusha-Alpecin.